# Unida
Unida es un grupo de stoner rock formado por el cantante John Garcia, algunos años después de la disolución de Kyuss, y tras su breve aventura con Slo Burn.

## Historia
La banda originalmente se forma junto al propio García a la voz, con Arthur Seay (guitarra), Mike Cancino (batería) y Dave Dinsmore (bajo). Dinsmore más tarde será sustituido por el ex- Kyuss Scott Reeder.
También formará parte del grupo brevemente Eddie Plasciencia (bajo).
El origen del nombre del grupo, tal como relata el propio García en muchas entrevistas es : “Elegimos Unida porque significa unidos, juntos”.
En 1999, la banda aparece en un CD compartido junto con una banda sueca llamada Dozer. La parte del CD que corresponde a Unida se llama The Best of Wayne-Gro EP. Contando en la producción con Chris Goss y siendo editado por Meteor City.
Tras este prometedor inicio la banda saca su primer larga duración llamado Coping with the Urban Coyote, que contará de nuevo conChris Goss en la producción, a través del ahora desaparecido sello discográfico Man's Ruin Records.
Tras la desaparición de Man's Ruin Records fichan por Rick Rubin para American Recordings. Su segundo disco "The Great Divide" se iba a editar en 2001, pero nunca será editado oficialmente, debido a que Rubin los transfirió a un sello asociado, Island/Def Jam, que no veía ningún potencial en el disco y al final terminaron con problemas legales. La banda hizo copias del disco y las distribuyó entre los fanes en los conciertos bajo el nombre El Coyote. 
El disco, o lo que se supone que se iba a encontrar en él, se puede encontrar en forma de bootleg por Internet.
Lo último que hizo Unida fue aparecer en el recopilatorio del sello High Times Records "High Volume: The Stoner Rock Collection" con la canción "Left Us To Mold" en el año 2004, pero no parece que vayan a volver en un futuro próximo, más aún cuando sus componentes están inmersos en otros proyectos.
Su canción "You wish" aparece en la banda sonora de Hellraiser : Hellworld.
Su canción "Black Woman" aparece en la banda sonora del videojuego Tony Hawk's Underground.

## Actualidad
Arthur Seay (guitarra) y Mike Cancino (batería) forman una nueva banda llamada House of Broken Promises en el 2005 con Eddie Plasciencia (bajo) y (voz), con la que están en la actualidad.
Scott Reeder tras probar suerte en la audición de Metallica tras dejar Jason Newsted la banda, participó en Bütcher apareciendo en su álbum Auricle en 2005, dejando la banda un año después. 
En 2006, Reeder lanza su primer álbum en solitario TunnelVision Brilliance, en el que lo hace todo.
John Garcia forma otro proyecto llamado Hermano, con el que ya ha editado varios discos, y en el que se encuentra actualmente.

## Discografía
- Unida/Dozer - EP compartido 1999
- Rise 13: Magick Rock, Vol. 1 – con el tema "Black Woman" 1999
- Coping with the Urban Coyote - 1999 (Man's Ruin Records)
- High Volume: The Stoner Rock Collection – con el tema "Left Us To Mold" 2004
- The Great Divide - (álbum no editado que circula en internet)